# GD 그래픽스 라이브러리
GD 그래픽스 라이브러리(GD Graphics Library)는 GIF 이미지를 다루기 위한 라이브러리 및 도구로서 시작되었다. 그러나 특허권자와 관련하여서 1999년부터 2004년까지 특허가 종료되기까지 일시적으로 GIF에 대한 핸들링이 중단된 적도 있었다.
이러한 GIF 특허문제는 GD 라이브러리가 W3C의 표준이면서 GIF의 대안인 PNG에 대한 지원을 가능하게 했다. GD 라이브러리는 2005년부터는 GIF 뿐만 아니라 PNG, JPEG 등 다양한 그래픽 이미지 처리 라이브러리를 제공하는 도구(API)가 되었다.
GD 라이브러리는 처음부터 소스코드가 ANSI C로 쓰여졌으나 PHP, Perl, 파이썬, Tcl, Lua, Pascal, GNU Octave, Ruby처럼 다양한 프로그램 언어들이 포팅하여 이를 지원한다.

## 같이 보기
- 이미지매직